# Крыпно-Косьцельне

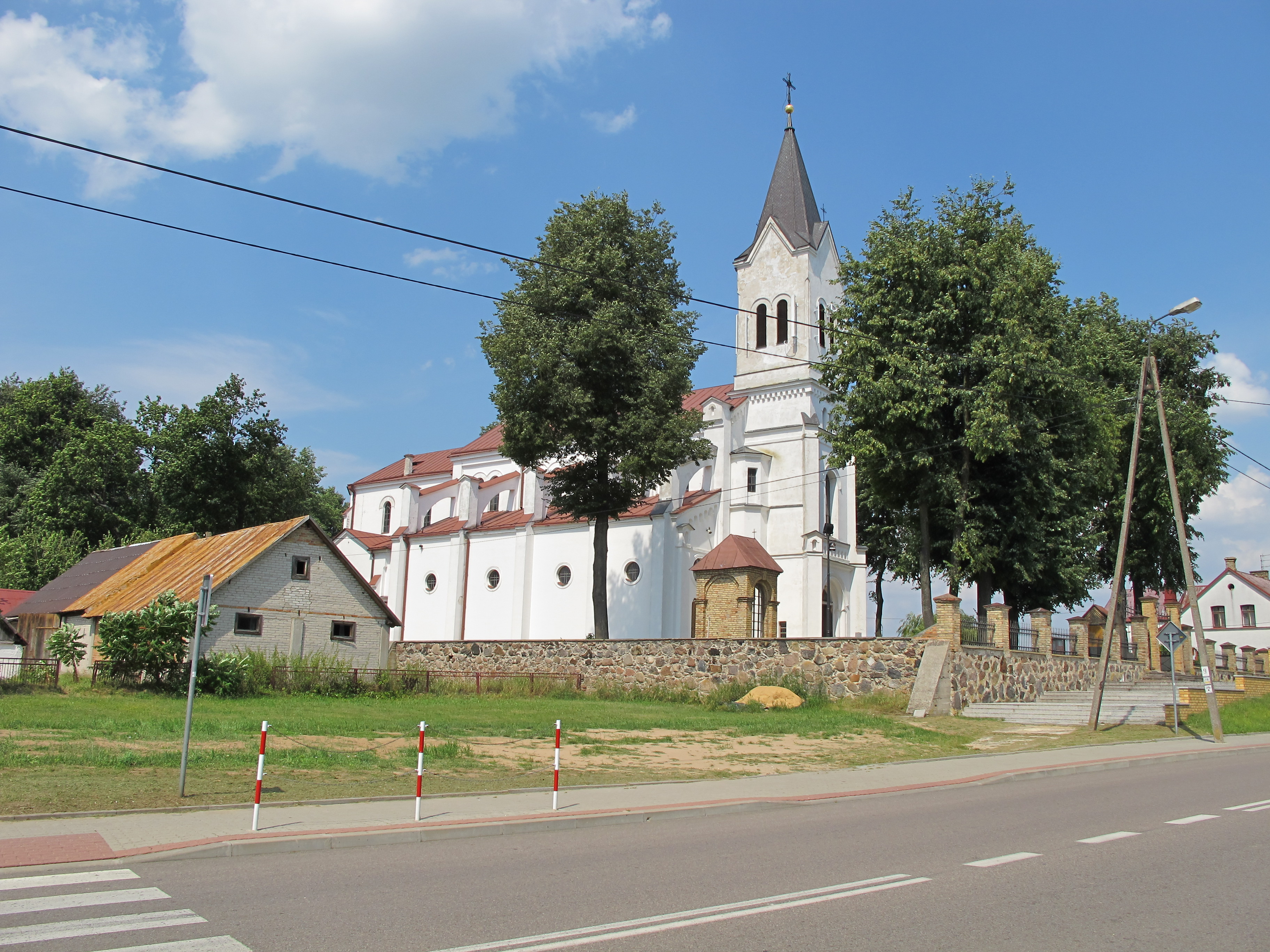
Костёл

Крыпно-Косьцельне (пол. Krypno Kościelne) — деревня в Польше, входит в состав Монькского повята Подляского воеводства. Административный центр гмины Крыпно. Находится на региональной автодороге 671 примерно в 15 км к югу от города Моньки. По оценке 2015 года, в деревне проживало примерно 362 человека. Есть костёл Рождества Богородицы (1881–1885).